# 孽债2
孽債2是一部於2010年上映的中华人民共和国電視劇，該電視劇也是1995年的電播剧《孽债》的续集。該電視劇的劇本由小说家叶辛以及張巍撰寫，梁山執導。該電視劇讲述的是5位上山下鄉的知识青年子女從雲南來到上海後長大後的故事。該電視劇的5位主角與孽債的原主角演員不同，不過一些年紀較大的角色依舊由孽債的原演員出演。
該電視劇於2009年3月在上海市开拍。由於部分劇情涉及中缅边界，所以該電視劇劇組曾前往腾冲市和瑞丽市取景。该電視劇剧于2010年1月10日在上海广播电视台东方影视频道首播。2011年在新疆广播电视台播出。 
該電視劇的主角被指少了“云南味”，而且该剧的台词很少出现上海话。

## 演員
姚笛、赵有亮、张默、丁子峻、王华英、翟天临、严晓频、吳競、吴冕